# حليب ماعز
حليب الماعز (بالإنجليزية: Goat milk)‏ هو الحليب الذي تُنتجه الماعز. يُشكل حوالي 2% من إجمالي إمدادات الحليب السنوية في العالم. يُعتبر أسهل هضمًا من حليب الأبقار، ويُوصى به لعلاج الأشخاص الذين يعانون من حساسية حليب الأبقار واضطرابات الجهاز الهضمي، والربو والإكزيما.

## القيمة الغذائية
يحتوي حليب الماعز على نسبة من الدهون تبلغ 3.8%، ونسبة من البروتين تصل إلى 3.5%، و4.1% من اللاكتوز. بالمقارنة مع حليب الأبقار، يتميز حليب الماعز بارتفاع محتواه من الدهون والبروتين، في حين يحتوي على نسبة أقل من اللاكتوز.